# Marjorie Heins
Marjorie Heins (Estados Unidos, 1946) é uma escritora, advogadas da Primeira Emenda à Constituição dos Estados Unidos e fundadora do Free Expression Policy Project.

## Educação
Heins recebeu, com mérito, certificação de bacharelado da Universidade Cornell no ano de 1967. Em 1978, recebeu, através da Harvard Law School, a certificação de Juris Doctor (magna cum laude). Ingressou à Ordem dos Advogados de Massachusetts em 1978, e na Ordem dos Advogados de Nova Iorque em 1993.

## Carreira
Heins começou a carreira como jornalista na década de 1970, em São Francisco, redigindo publicações para veículos como o San Francisco Express Times. Além disso, foi ativista pacifista durante a Guerra do Vietnã.

### União Americana pelas Liberdades Civis
Na década de 80, como assessora da divisão americana da União Americana pelas Liberdades Civis (ACLU), Heins litigou diversos casos relacionados aos direitos civis, direitos LGBT e liberdade de expressão. Um dos casos envolvia a Universidade de Boston acerca da demissão do Decano de Estudantes com base em suas queixas sobre discriminação por parte da instituição; a história é contada no livro Cutting the Mustard (1988). Heins também investigou o tratamento oferecido pela polícia de Boston ao notório caso de Carol Stuart, no qual um homem branco havia assassinado sua esposa, mas alegou ter sido vítima de um sequestro de carro por um homem afro-americano.
De 1989 a 1991, foi editora-chefe da Massachusetts Law Review. De 1991 a 1992, foi chefe da Divisão de Direitos Civis da Procuradoria Geral de Massachusetts. Fundou e dirigiu o projeto Arts Censorship Prjoect, na União Americana pelas Liberdades Civis, de 1991 a 1988, durante os anos em que a censura artística era particularmente ativa. Durante esse período, trabalhou numa série de projetos que abordavam essa temática. Heins foi consultora jurídica do caso legal Reno v. American Civil Liberties Union, para a Suprema Corte dos Estados Unidos, originando uma violação no Decency Communicatons Act e na Primeira Emenda. Além disso, Heins advogou para Karen Finley contra a National Endowment for the Arts.

### Qualificação universitária
Heins lecionou na Faculdade de Direito de Boston, Faculdade de Direito do Estado da Flórida, Universidade da Califórnia em San Diego (UCSD), Universidade de Nova Iorque (NYU), Universidade Tuftse na Universidade Americana de Paris.
Na Universidade da Califórnia em São Diego, criou os cursos
At UCSD, she created courses in "Censorship, Culture and American Law" e "Political Repression and the Press: Red Scares in U.S. History and Law." Na Universidade de Nova Iorque, lecionou "Censorship and American Culture". Na Universidade Americana de Paris, lecionou  "Free Expression and the Media: Policy and Law".
De 2004 a 2007, foi bolsista da organização Brennan Center for Justice da Universidade de Nova Iorque.  In 2011, she was a fellow at NYU's Frederic Ewen Academic Freedom Center while researching her book, Priests of Our Democracy: The Supreme Court, Academic Freedom, and the Anti-Communist Purge. Em 2011, foi bolsista Frederic Ewen Academic Freedom Center, enquanto pesquisava seu livro, Priests of Our Democracy: The Supreme Court, Academic Freedom, and the Anti-Communist Purge. Atualmete, é professora adjunta do Departamento de Mídia, Cultura e Comunicação da Steinhardt School of Culture, Education, and Human Development, filiada à Universidade de Nova Iorque.

## Obras
Livros
- Priests of Our Democracy: The Supreme Court, Academic Freedom, and the Anti-Communist Purge (New York:  NYU Press, 2013) (ISBN 9780814790519)
- Not in Front of the Children: 'Indecency', Censorship, and the Innocence of Youth]] (2001; 2007) (ISBN 0-8090-7399-4)[13][14]
- Sex, Sin and Blasphemy: A Guide to America's Censorship Wars (1993; rev. 1998) (ISBN 1-56584-048-8)[15]
- Cutting the Mustard: Affirmative Action and the Nature of Excellence (1988) (ISBN 0-571-12974-9)
- Strictly Ghetto Property: The Story of Los Siete de la Raza (1972) (ISBN 0-87867-010-6)

Outros trabalhos
- "Banning Words: A Comment on 'Words That Wound'", 18 Harvard Civil Rights-Civil Liberties Law Review 585 (Summer 1983)
- "In Memoriam: Benjamin Kaplan," 124 Harvard Law Review 1351 (2011).

## Prêmios e honrarias
- 1991 - Luther McNair Award (Civil Liberties Union of Massachusetts) devido às contribuições significantes acerca das liberdades civis.[16]
- 1992 - "First Amendment Hero" (Boston Coalition for Freedom of Expression)
- 1993 - "First Amendment Hero" (Boston Coalition for Freedom of Expression)
- 2002 - Eli M. Oboler Award (American Library Association) pelo melhor trabalho publicado sobre liberdade intelectual, Not in Front of the Children (2002)[17]
- 2013 - Hugh M. Hefner First Amendment Award, for Priests of Our Democracy: The Supreme Court, Academic Freedom, and the Anti-Communist Purge[8]
- Nov. 21, 2013 - 23rd Davis, Markert, Nickerson Lecture on Academic and Intellectual Freedom[18][19]